# پهلوان سرگردان
پهلوان سرگردان یک مجموعه تلویزیونی محصول سال ۱۳۵۳ به کارگردانی عباس جوانمرد می‌باشد که از تلویزیون ملی ایران پخش شد. این مجموعه بر اساس یکی از رمان‌های میگل سروانتس ساخته شد.